# Lourens Muller
Stefanus Lourens Muller (1917–2005) był południowoafrykańskim politykiem, posłem i ministrem.

## Kariera polityczna
Był członkiem Partii Narodowej, posłem dla okręgu wyborczego Ceres (1961–1979), wiceministrem sprawiedliwości (w 1966), wiceministrem policji (1966–1968), wiceministrem finansów (1966–1968), wiceministrem spraw gospodarczych (1966–1968) oraz ministerem spraw wewnętrznych (1968–1970), ministrem policji (1968–1974), ministrem gospodarki (1970–1974) i ministrem transportu (1974–1979) w gabinetach Johannesa Vorstera i Pietera Willema Bothy.

## Życie prywatne
Jego żoną była południowoafrykańska aktorka Hanlie van Niekerk.